# Wenceslas Hollar
Václav Hollar, (Praag, 13 juli 1607 — Londen, 25 maart 1677) bekend als Wenceslaus, Wenceslas of Wenzel Hollar (in Duitsland), was een Boheems etser. Hij werd geboren in Praag maar bracht na 1637 het grootste deel van zijn leven door in Engeland, waar hij twee keer trouwde en na zijn overlijden in Londen begraven werd in de Saint Margaret's Church in Westminster.

## Werken
Hollar produceerde grote hoeveelheden etsen en gravures. Hij maakte bijvoorbeeld kaarten, series van stadsgezichten, series over vogels, zoogdieren en schelpen. Hij maakte ook series van portretten, klederdachten en verhalende voorstellingen. Hij putte uit ontwerpen van van voorgangers en werd zelf ook vaak gecopieerd. 
Zijn werk bevindt zich in vele museumcollecties, waaronder:
- British Museum, Londen
- Cleveland Museum of Art
- Metropolitan Museum of Art
- Rijksprentenkabinet in het Rijksmuseum Amsterdam

## Afbeeldingen

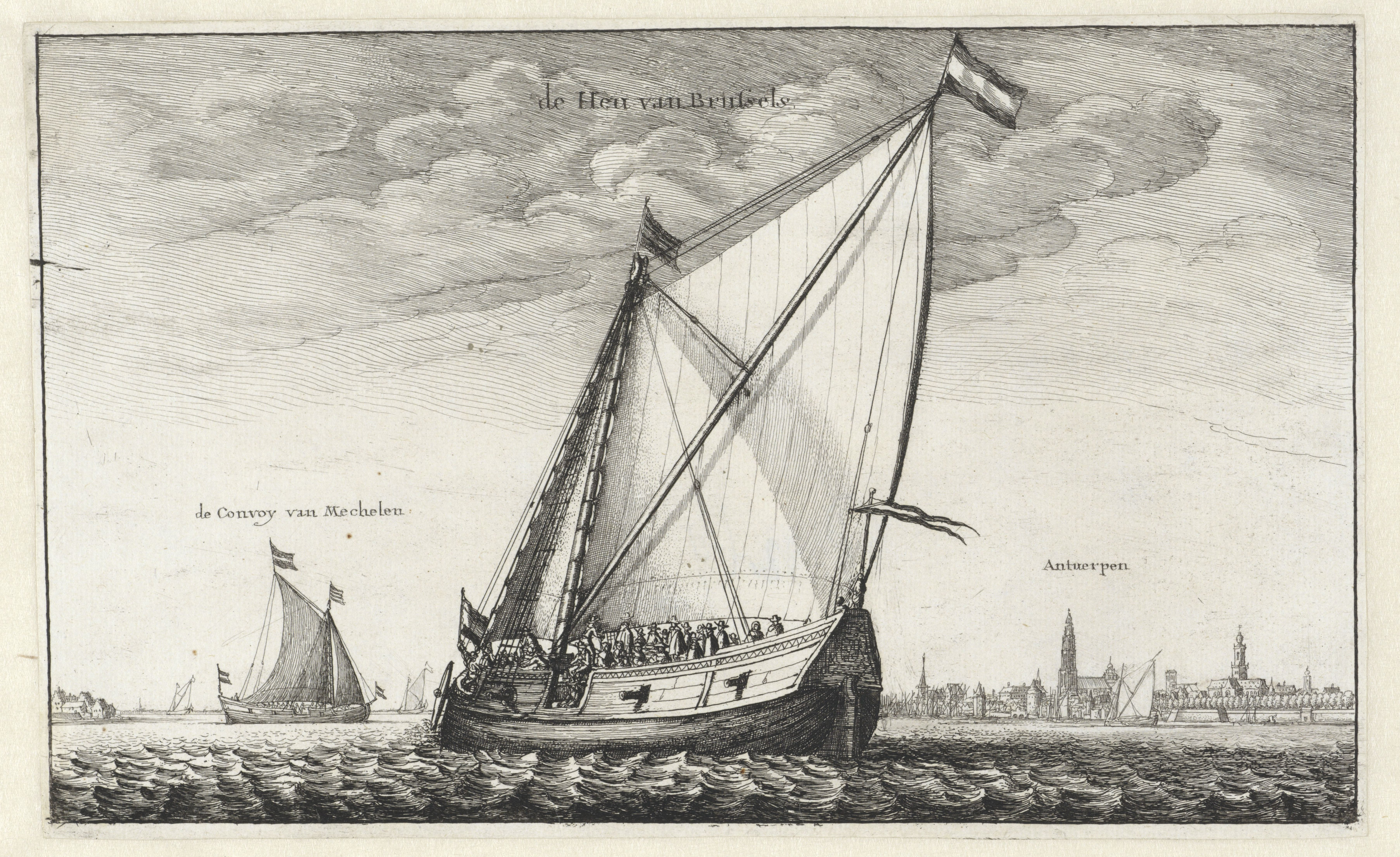
De Heu van Brussel, beurtschip tussen Brussel en Antwerpen, 1648
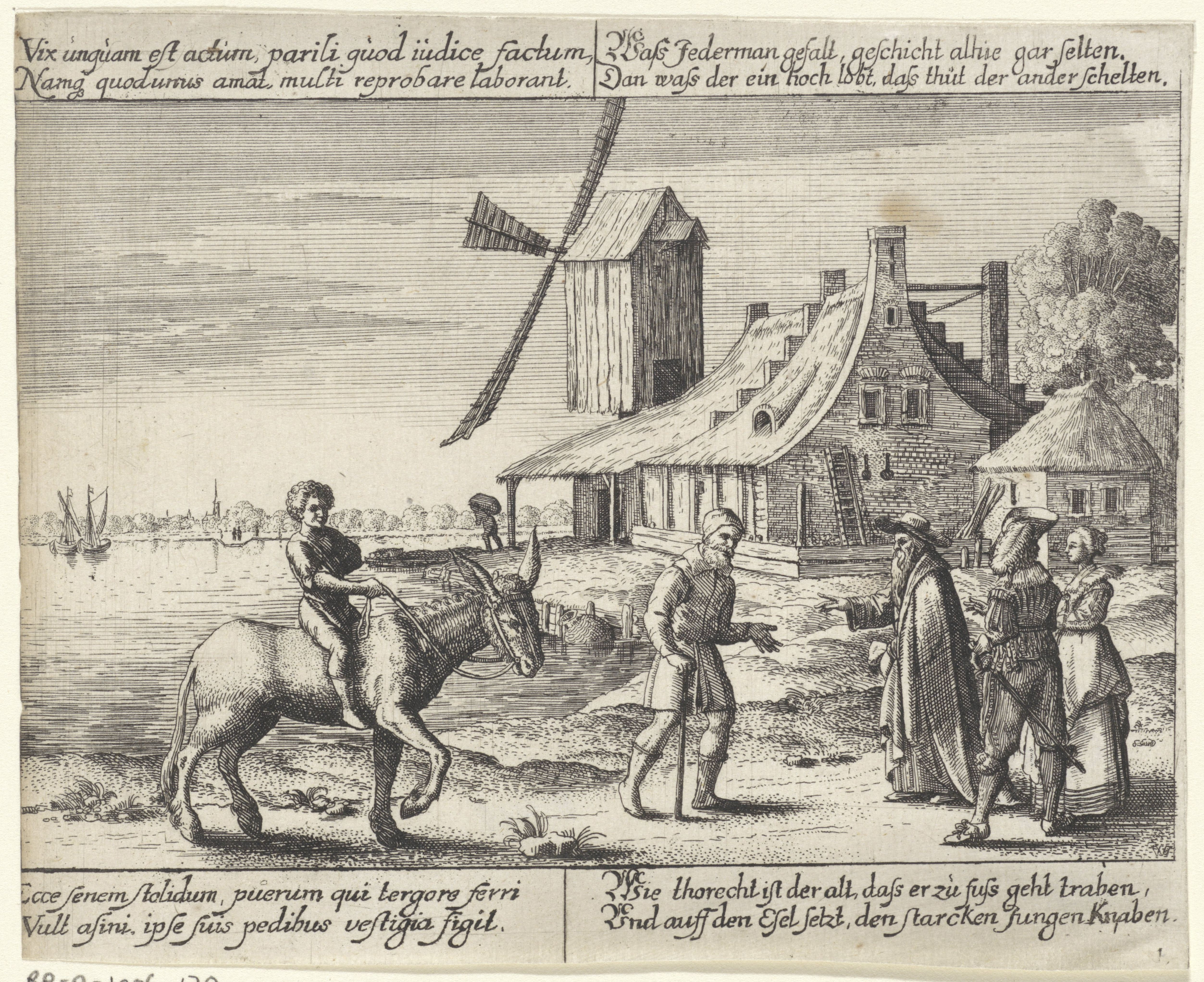
Fabel van de boer en zijn ezel, ca. 1628
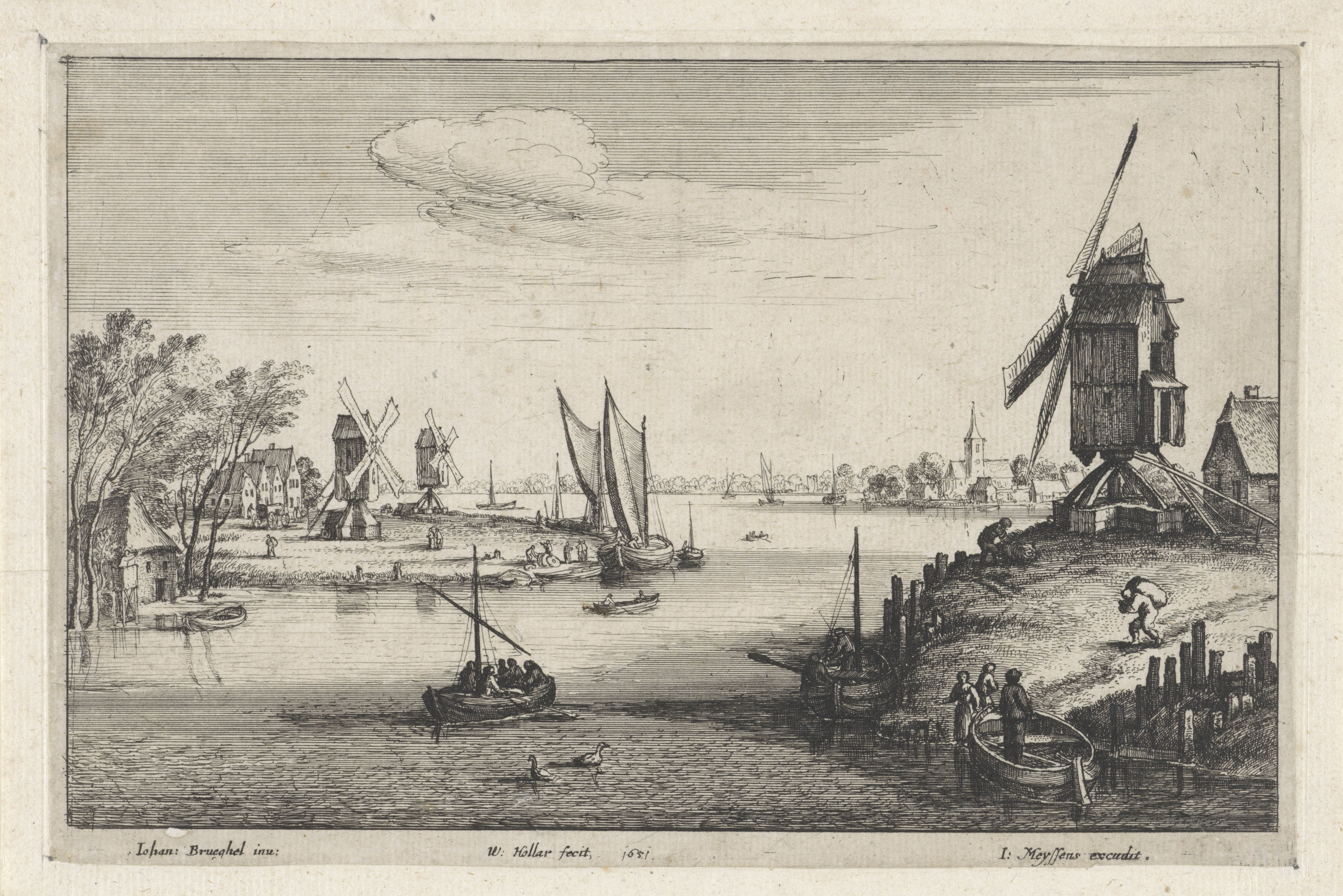
Landschap met drie windmolens langs een rivier, 1651